# Gen
 Ovo je glavno značenje pojma Gen. Za pleme iz naroda Ewe pogledajte Gen (pleme).
Gen je osnovna jedinica nasljedne biološke informacije. Geni se nalaze na molekulama DNK-a i RNK-a. Prosječan gen sastoji se od oko 1000 nukleotida. Geni sadrže sve upute za izgradnju i održavanje živog organizma.
Sadrže upute za sintezu bjelančevina i RNK-a. Geni koji kodiraju bjelančevine se prepisuju u glasnički RNK, kojim se zapis prenosi iz jezgre stanice u citoplazmu do organela ribosoma. U njima se aminokiseline povezuju u polipeptidni lanac molekule bjelančevine.
RNK geni kodiraju molekule RNK-a koje se ne prevode u bjelančevine, nego same obavljaju razne funkcije unutar stanice. Postoji mnogo skupina RNK gena, ali najvažnije među njima jesu transportni RNK i ribosomalni RNK.
Skup svih gena kojega organizma jest genom. Svaki gen ima svoje stalno mjesto na kromosomu koje se naziva lokus.